# Exetastes syriacus
Exetastes syriacus là một loài tò vò trong họ Ichneumonidae.